# 浜渦哲雄
浜渦 哲雄（はまうず てつお、1940年-）は、日本の歴史学者、経済学者。専門はイギリスのインド統治、企業史、特にイギリス東インド会社や石油産業。広島大学名誉教授。

## 略歴
高知県出身。大阪外国語大学インド語科卒業後、日本経済新聞社、アジア経済研究所を経て、1993年より広島大学総合科学部にて教鞭をとる。その間1984-86年および1990-92年、ロンドン大学SOAS客員研究員。2003-05年、JICA専門家としてラオス国立大学アカデミック・アドヴァイザーを務めた。

## 著書

### 単著
- 『石油王国の悲劇 アラブが砂漠にもどる日』（ダイヤモンド社、1979年）
- 『国際石油産業 中東石油の市場と価格』（日本経済評論社、1987年、増補版1994年）
- 『英国紳士の植民地統治 インド高等文官への道』（中公新書、1991年）
- 『大英帝国インド総督列伝 イギリスはいかにインドを統治したか』（中央公論新社、1999年）
- 『世界最強の商社 イギリス東インド会社のコーポレートガバナンス』（日本経済評論社、2001年）
- 『イギリス東インド会社 軍隊・官僚・総督』（中央公論新社、2009年/講談社学術文庫、2025年5月）

### 共著
- （山田俊一）『中東産油国 その現状と将来』（時事通信社、1977年）